# Architektura Brooksa
Architektura Brooksa - to sposób budowania układu sterowania w robocie mobilnym polegający na odpowiednim (równoległym) złożeniu kilku różnych modułów sterowania.
W tej architekturze sterowanie składa się z kilku części, które posiadają priorytet i które osobno generują sygnał sterujący. Sprawia to, że układy nadrzędne mogą zastąpić sygnał układów podrzędnych. Dzięki takiej budowie układu sterującego robot może poruszać się pomimo uszkodzenia (lub długiego czasu wyliczania sygnału) któregoś z modułu. 
Najczęściej przyjmuje się, że na najniższym poziomie znajduje się układ generujący losowy ruch. Kolejne poziomy to ruch w zadanym kierunku, omijanie przeszkód, planowanie trasy itd. 
Architektura Brooksa nadaje się do robotów sumo.